# Mucronea californica
Mucronea californica är en slideväxtart som beskrevs av George Bentham. Mucronea californica ingår i släktet Mucronea och familjen slideväxter. Inga underarter finns listade i Catalogue of Life.